# كأس إسكتلندا 1896–97
كأس اسكتلندا 1896–97 (بالإنجليزية: 1896–97 Scottish Cup)‏ هو موسم من كأس اسكتلندا. فاز فيه نادي رينجرز.